# 530
Раннє Середньовіччя. У Східній Римській імперії триває правління Юстиніана I. Наймогутнішими державами в Європі є Остготське королівство на Апеннінському півострові та Франкське королівство, розділене на частини між синами Хлодвіга. У Західній Галлії встановилося Бургундське королівство. 
Іберію та частину Галлії займає Вестготське королівство, Північну Африку — Африканське королівство вандалів та аланів, у Тисо-Дунайській низовині лежить Королівство гепідів. В Англії розпочався період гептархії.
У Китаї період Північних та Південних династій. На півдні править династія Лян, на півночі — Північна Вей. В Індії правління імперії Гуптів. У Японії триває період Ямато. У Персії править династія Сассанідів. 
На території лісостепової України в VI столітті виділяють пеньківську й празьку археологічні культури. VI століття стало початком швидкого розселення слов'ян. У Північному Причорномор'ї співіснують різні кочові племена, зокрема гуни, сармати, булгари, алани.

## Події
- Візантійський імператор Юстиніан I спорядив нову комісію для продовження роботи з упорядкування римського права.
- Візантійці на чолі з Велізарієм завдали поразки персо-арабським військам у битві при Дарі, а потім у битві при Сатталі.
- Гелімер очолив Африканське королівство вандалів та аланів, після того як скинув і ув'язнив Хільдеріка. Він відновив аріанство як державну релігію королівства.
- Розпочався понтифікат Боніфація II.
- Антипапою обрано Діоскура, але він помер через місяць, на чому схизма закінчилася.

## Померли
- Фелікс IV, Папа Римський
- Діоскур, антипапа